# Гача-игра
Гача-игра (яп. ガチャ ゲーム гатя гэ:му, англ. gacha game) — жанр компьютерных игр с внедрением механики гасяпона или гача (капсульного торгового автомата), схожей с механикой лутбоксов. Игроки в играх обоих типов тратят деньги, чтобы получить виртуальный игровой предмет. Большинство примеров гача-игр приходится на мобильные free-to-play игры, в которых гача выступает стимулом к трате реальной валюты.
Использование гача-модели в компьютерных играх обрело популярность в начале 2010-х годов, преимущественно в Японии. Практически все быстрорастущие японские игры того времени использовали гача-механику, которая впоследствии стала неотъемлемой частью японской мобильно-игровой культуры. За пределами Японии игровой механизм тоже набирает популярность и включается в различные китайские и корейские игры.

## Модель
В этих играх чаще всего присутствуют несколько персонажей, карт или предметов, получаемых во время игры. Некоторые из них можно приобрести только с использованием гача-механики. Такая система позволяет игрокам «тянуть» или «крутить» гасяпон (по аналогии со слот-машиной или рулеткой), используя определённое количество внутриигровой валюты, которую можно обменять на случайного персонажа, карту или иной предмет. В некоторых играх гача может присутствовать лишь ограниченно, во время специальных ивентов. Чаще всего игрокам требуется потратить много попыток, прежде чем получить желаемое. Это происходит по причине низкой вероятности выпадения определённых предметов, установленной разработчиками.
Во многих играх гача оказывает существенное влияние на развитие персонажа. Игроки могут получить ресурс для осуществления гати бесплатно или по скидке, но придётся заплатить, чтобы получить больше. Такие игры могут включать различные уровни гати, которые дают разные наборы наград. Геймплей многих гача-игр строится следующим образом: игрок собирает отряд персонажей, экипирует их и отправляет их на различные задания и сражения, и чем лучше сами эти персонажи и их снаряжение, тем легче проходить игру. При этом игрок занимается в основном менеджментом отряда, а остальной геймплей проходит в автоматическом или полуавтоматическом режиме.
Модель гача-игр сравнивается с коллекционными карточными, а также с азартными играми. Один из аспектов монетизации, обычно встречающийся при финансировании гача-игр, включает в себя модель, при которой меньшинство игроков тратят большие суммы денег на внутриигровые гача-покупки, таким образом обеспечивая финансирование большинства нужных на содержание игры денег, существенно субсидируя игру для остальных игроков, которые тратят меньше денег или вообще их не тратят. Игроки, тратящие много денег, в просторечии называются «китами».

## История
Название «гача» восходит к концепции торговых автоматов «гасяпон», придуманных японским предпринимателем Рёдзо Сигэтой в 1960-х годах. Эти автоматы напоминали западные аналоги, существовавшие с конца XIX века, но отличались особой упаковкой продаваемых продуктов — маленькие игрушки укладывались в шарообразную пластмассовую капсулу. Слово «гасяпон» состоит из двух звукоподражаний: слово «гася» или «гача» имитировало звук поворачиваемого рычага сбоку машины, «пон» — падение капсулы в лоток. Редкие игрушки из гасяпон-машин становились предметом коллекционирования.
Элементы, схожие с гасяпон-машинами, появлялись в японских, а позже китайских и корейских видеоиграх постепенно: так, игра 1997 года Monster Rancher, схожая по концепции с Pokémon, предлагала игроку тратить внутриигровые деньги на виртуальном рынке, получая случайный набор монстров — в надежде добыть особо редких существ. Игра The Legend of Zelda: Oracle of Ages (2001) от Nintendo предлагала в числе прочих занятий выращивание «гася-деревьев», дававших случайные предметы; файтинг Super Smash Bros. Melee предлагал уже целую «гача-лотерею», где игроки пытались собрать полный набор виртуальных статуэток. Корейская онлайн-игра MapleStory реализовала гасяпон-автоматы в виртуальной форме — эти автоматы принимали внутриигровую валюту и выдавали ценные в рамках игры предметы.
Чрезвычайно популярная мобильная онлайн-игра Dragon Collection, выпущенная Konami в 2010 году, открыла путь для гача-игр уже как самостоятельного жанра, процветающего в основном на мобильных устройствах — эти игры использовали механики настольных и карточных игр, но ставили сбор колоды или набора предметов в главную цель игры. В число наиболее популярных игр такого вида в начале 2010-х годов входили Puzzle & Dragons, Summoners War: Sky Arena и Fate/Grand Order. Доходы издателей таких игр становились весьма значительными — так, в 2014 году Puzzle & Dragons стала первой мобильной игрой, годовая выручка от которой превысила 1 миллиард долларов США. Гача-ответвления появились у различных популярных японских серий других жанров, как, например, Final Fantasy Brave Exvius или Fire Emblem: Heroes. Игры наподобие Star Wars: Galaxy of Heroes или Marvel Strike Force, использующие персонажей комиксов и кинематографа, познакомили с жанром ещё большую аудиторию. Крупнобюджетная игра Genshin Impact, разработанная китайской компанией miHoYo, стала примером соединения гача-механик и геймплея action/RPG с открытым миром.

## Виды

### Полная гача
Модель монетизации полной гати «Complete gacha» (яп. コンプリートガチャ компури:то гатя), также сокращается до «kompu gacha»или «compu gacha» (コンプガチャ) была популярна на рынке японских мобильных игр до своего запрещения Агентством по делам потребителей в 2012 году. По правилам полной гати игроки пытались собрать несколько распространённых предметов, чтобы соединить их в один, более редкий. Первые несколько предметов из набора можно получить быстро, однако по мере уменьшения числа недостающих предметов завершение набора становится всё более маловероятным (см. задача о сборщике купонов). Это является особенно актуальным в случаях, когда в игре присутствует большое число предметов, ведь в конечном итоге до завершения набора останется найти один предмет, вероятность выпадения которого будет минимальной.

### Гача-боксы
Гача-боксы — виртуальные ящики с наборами предметов с известной вероятностью выпадения. Популярность этого вида росла примерно в то время, когда полемика по поводу полной гача становилась всё более ожесточённой. По мере получения предметов из ящика, вероятность получить желаемый предмет увеличивается, так как в ящике остаётся меньше предметов. Также возможно достать все предметы из бокса, при условии, что игрок готов потратить на это достаточную сумму. По этой причине, некоторые игроки будут рассчитывать, сколько денег нужно, чтобы гарантированно получить выбранный предмет.

### Гача с повторным шансом
Гача с повторным шансом позволяет игроку «покрутить» гача ещё раз, если результат предыдущей попытки не удовлетворяет игрока. Некоторые игры предоставляют бесплатный доступ к этой возможности. В играх, которые предлагают первоначальную бесплатную «прокрутку» гати, игроки могут попытаться «перекрутить» гача путём создания новых аккаунтов до тех пор, пока они не получат желаемый редкий предмет или стартовые результаты.

### Последовательная гача
Последовательная гача повышает шансы получения редких предметов, когда игрок покупает оптом. В противовес покупке «прокруток» в розницу, игрок может потратить больше денег, чтобы «покрутить» гача несколько раз подряд по слегка сниженной цене. В конце «прокрутки» игрок получает все выпавшие предметы.

### Повышающая гача
В повышающей гача шансы игрока на получение редкого предмета возрастают с каждой «прокруткой». Этот вид гати популярен у людей, тратящих много денег на игру, потому что с каждым разом ставки повышаются.

### Открытая/закрытая гача
Гача, которая показывает (открытая) или скрывает (закрытая) вероятности выпадания редких предметов.

### Скидочная гача
Элементом скидочной гати обычно являются кампании или события, во время которых разработчики позволяют игрокам «крутить» гати по сниженной цене.

## Отношение
Разработчики игр называют гача великолепной стратегией монетизации. Большинство разработчиков, которые работают преимущественно с free-to-play играми, рекомендуют внедрить гача в игру с самого начала для достижения максимального монетизационного потенциала.
Было много споров о том, почему гача-игры затягивает так много игроков. Некоторые полагают, что гача-игры мобилизует свойственный человеку инстинкт охотника-собирателя, следуя которому люди должны собирать предметы. Другие считают, что эмоции от гача-игр похожи на ощущения, испытываемые в процессе азартных игр.